# Нурли-Йул
Нурлы-Жол (Каракалп. Nurli jol узб. Nurli yoʻl / Нурли йўл) — посёлок городского типа в Турткульском районе Каракалпакстана, Республики Узбекистан.

Статус посёлка городского типа с 2009 года.